# Ellie (The Last of Us)
Ellie Williams é uma personagem fictícia da franquia de jogos eletrônicos The Last of Us, da Naughty Dog. No primeiro jogo, o personagem Joel é encarregado de acompanhar Ellie em um Estados Unidos pós-apocalíptico, na tentativa de criar uma cura potencial para uma infecção à qual Ellie é imune. Enquanto os jogadores assumem brevemente o controle de Ellie por uma parte do jogo, a inteligência artificial do jogo controla principalmente suas ações, muitas vezes ajudando no combate, atacando ou identificando inimigos. Ellie reapareceu como a única personagem jogável no conteúdo para download The Last of Us: Left Behind, na qual passa um tempo com sua amiga Riley. Ellie também é a personagem principal da história em quadrinhos The Last of Us: American Dreams, onde ela faz amizade com Riley e tem seu primeiro encontro com o grupo rebelde Vaga-Lumes. Em The Last of Us Part II, o jogador assume o papel de Ellie, com 19 anos de idade, enquanto busca vingança contra os responsáveis pela morte de Joel.
Ellie é interpretada por Ashley Johnson através de sua voz e captura de movimentos; ela é dublada em português do Brasil por Luiza Caspary, e em português europeu por Joana Ribeiro, enquanto na série de televisão, Ellie é interpretada pela atriz britânica Bella Ramsey. Ellie foi criada por Neil Druckmann, o diretor de criação e escritor de The Last of Us. Inspirado por uma personagem muda proposta para Uncharted 2: Among Thieves, Druckmann a criou como uma personagem feminina forte, com um relacionamento próximo com Joel; durante o desenvolvimento do primeiro jogo, o relacionamento entre Ellie e Joel foi o foco central, com todos os outros elementos desenvolvidos em torno dele. Johnson inspirou aspectos da personalidade de Ellie, levando Druckmann a torná-la mais ativa no combate a inimigos hostis. Após comparações com o ator Elliot Page, a Naughty Dog redesenhou sua aparência para refletir melhor a personalidade de Johnson e torná-la mais jovem. Em sua performance em Part II, Johnson considerou utilizar suas próprias experiências com ansiedade e pesquisou os efeitos do transtorno de estresse pós-traumático.
A personagem foi bem recebida pelos críticos, com o relacionamento entre Ellie e Joel sendo mais frequentemente objeto de elogios. A força e a complexidade de sua personalidade, e sua subversão do estereótipo de donzela em apuros, também foram elogiadas. O desempenho de Johnson em Part II foi elogiado por sua descrição de vulnerabilidade e sofrimento. Tanto a personagem quanto a performance de Johnson em The Last of Us (2013) receberam inúmeros prêmios e indicações, e foram regularmente colocadas favoravelmente em listas de fim de ano.

## Conceito e criação
O conceito de Ellie começou com uma ideia não utilizada em Uncharted 2: Among Thieves (2009). Os diretores de The Last of Us, Neil Druckmann e Bruce Straley, conceberam uma sequência com uma personagem feminina muda que acompanharia o protagonista de Uncharted, Nathan Drake; Druckmann achou que isso criaria um relacionamento "bonito" apenas através da jogabilidade. Um nome alternativo inicial para a personagem era "Lily"; Druckmann escolheu "Ellie" por ter considerado o nome de sua filha; enquanto o sobrenome "Williams" é em homenagem aos pioneiros de jogos eletrônicos, Ken e Roberta Williams. Druckmann projetou Ellie como uma contraparte de Joel, o principal personagem jogável de The Last of Us. Ele também pretendia demonstrar que um vínculo entre os personagens poderia ser criado inteiramente através da jogabilidade. Druckmann descreveu o jogo como uma história de maioridade para Ellie, na qual ela adota as qualidades de uma sobrevivente.

### Intérprete

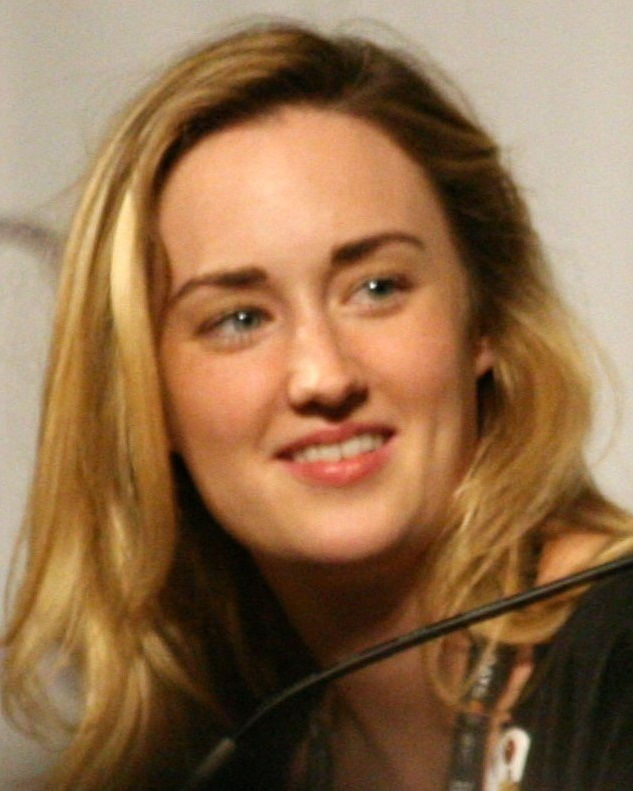
A atriz americana Ashley Johnson interpretou Ellie na franquia The Last of Us.

Ashley Johnson foi escolhida para interpretar Ellie em The Last of Us logo após suas audições; a equipe de desenvolvimento achou que ela se encaixava no papel, principalmente quando atuava ao lado de Troy Baker, que interpretou Joel. Johnson fez importantes contribuições ao desenvolvimento da personagem. Ela convenceu Druckmann a dar a Ellie uma personalidade mais independente e torná-la mais bem-sucedida em combate. Como Ellie, as performances de Johnson foram gravadas principalmente usando a tecnologia de captura de movimentos, que produziu aproximadamente 85% das animações do jogo. Os demais elementos de áudio foram gravados posteriormente em um estúdio. Ao interpretar Ellie, Johnson às vezes se sentia desconfortável ao realizar cenas "perturbadoras". No entanto, ela estava animada por interpretar um exemplo raro de uma forte personagem feminina em jogos eletrônicos. Para The Last of Us Part II, Johnson considerou utilizar suas próprias experiências com ansiedade e pesquisou os efeitos do transtorno de estresse pós-traumático (TEPT) com Druckmann. Por sua interpretação como a principal personagem jogável, Johnson teve lições que aprendeu trabalhando com Baker no primeiro jogo.

### Aparência
A equipe de desenvolvimento achou que estabelecer a aparência física de Ellie era algo "crítico". Eles determinaram que ela precisava parecer jovem o suficiente para tornar seu relacionamento com Joel — que tem mais de 40 anos — inacreditável, mas velha o suficiente para ser credível como uma adolescente engenhosa capaz de sobreviver. A equipe considerou Ellie importante para o marketing do jogo; Druckmann disse que, quando foi solicitado a mover a imagem de Ellie da frente da capa do jogo para a traseira, "todo mundo na Naughty Dog simplesmente recusou".
Após o anúncio de The Last of Us, comparações foram feitas entre Ellie e o ator Elliot Page. Em junho de 2013, Page disse que a Naughty Dog "rasgou" sua imagem e que "não foi apreciada", pois ele estava atuando em outro jogo, Beyond: Two Souls (2013). De acordo com o diretor do jogo Bruce Straley, a Naughty Dog não tinha conhecimento de seu envolvimento em Beyond, que foi anunciado vários meses após The Last of Us. A Kotaku observou que alguns jogadores provavelmente confundiriam os dois personagens. Straley disse que, seguindo as comparações, a Naughty Dog revisou a aparência de Ellie porque "queremos que nossos personagens se sustentem com seus próprios pés". O redesenho foi revelado em um trailer em maio de 2012; Druckmann e Straley disseram que a mudança foi feita para refletir melhor a personalidade de Johnson e fazê-la parecer mais jovem.
Para Part II, a artista principal da personagem, Ashley Swidowski, projetou os olhos de Ellie para demonstrar uma melancolia não presente no primeiro jogo, que usava olhos mais largos para refletir sua natureza infantil. A tatuagem de mariposa de Ellie foi desenhada pela artista californiana Natalie Hall, depois que a equipe lutou para se estabelecer em um design. Hall desenhou a tatuagem no braço de um desenvolvedor para que a equipe pudesse visualizá-la. Druckmann sentiu que a obsessão das mariposas com a luz refletia a obsessão de Ellie durante o jogo, além de lhe dar um lembrete de Joel. As roupas de Ellie no jogo foram projetadas para que enrugassem autenticamente.

### Escrita
The Last of Us: Left Behind (2014) foi escrito para focar especificamente no relacionamento entre Ellie e Riley e para recontar os eventos que definiram suas personalidades posteriores. Druckmann também foi inspirado pelas guerras que ocorreram na Síria e no Afeganistão; ele sentiu que, para Ellie, o conflito era familiar para as crianças daqueles países. Left Behind mostra o comportamento de Riley mudar Ellie, resultando no foco desta última em lutar para salvar aqueles que estão próximos a ela. A equipe também estava interessada no comportamento de Ellie em torno de Riley; ela é percebida como sendo mais divertida. Em Left Behind, Ellie e Riley se beijam; a equipe considerou omitir o beijo no jogo, mas achou que era imperativo para a história e para fortalecer o relacionamento entre elas. Embora inicialmente ele sentisse que Ellie via Riley como uma influência, Druckmann mais tarde considerou seu apelo romântico e decidiu explorar o conceito.
Em Part II, Druckmann lembrou a empolgação da equipe em explorar ainda mais a personagem Ellie como protagonista, desenvolvendo particularmente a perda de sua inocência, comparando-a com o sentimento dos escritores de Breaking Bad (2008–2015) quando tiveram a oportunidade de explorar Walter White. A equipe discutiu a criação de uma sequência sem Ellie e Joel, mas achou que seria menos interessante. A empolgação de Ellie pela astronomia foi baseada nos próprios interesses de Johnson, enquanto sua obsessão por quadrinhos se baseava na infância de Druckmann. A co-roteirista e líder da narrativa de Part II, Halley Gross, sentiu que a decisão de Ellie de rastrear Abby foi motivada por seu desejo de superar seu TEPT mais do que seu desejo de matar Abby. Gross, que sofreu duas vezes de TEPT, considerou que era de sua responsabilidade descrever com precisão o assunto; ela queria que os jogadores que poderiam ter sofrido um trauma entendessem que não estão sozinhos. Os escritores queriam desconstruir a percepção da violência em Joel e Ellie: enquanto Joel é indiferente e prático, Ellie mata para manter uma "cultura de honra", anexando a violência ao seu ego. Alguns membros da equipe consideraram a obsessão de Ellie por Abby semelhante a um vício em drogas, e que Dina partiu por sentir que essa obsessão nunca acabaria. Gross considerou que a cena final do jogo, em que Ellie deixa para trás o violão que Joel lhe deu, representa Ellie passando de sua morte para um novo capítulo. Druckmann sentiu que isso ilustrava Ellie finalmente superando seu ego, embora ele preferisse que o jogador criasse sua própria interpretação.

### Jogabilidade
A inteligência artificial (IA) de Ellie exigiu uma revisão significativa no motor do jogo. A equipe a fez ficar perto de Joel, para evitar ser vista pelos jogadores como um fardo. O programador de IA, Max Dyckhoff, disse que, para garantir que Ellie tomasse decisões realistas durante o jogo, ele considerou "o que ela estava passando" e "qual seria seu relacionamento com Joel e os inimigos". Durante o segmento do inverno de The Last of Us, os jogadores assumem o controle de Ellie. Os desenvolvedores garantiram que essa mudança, assim como o conhecimento da imunidade de Ellie, fossem mantidos em segredo antes do lançamento do jogo para surpreender os jogadores.

## Atributos
Como uma sobrevivente de quatorze anos, Ellie está "madura além dos anos", como resultado das circunstâncias de seu mundo. Ellie é caracterizada como "forte, espirituosa e um pouco áspera". Seu trauma emocional é acentuado após seu encontro com David no primeiro jogo. Tendo perdido muitas pessoas em sua vida, ela sofre de autofobia severa e síndrome do sobrevivente. Isso resulta em ela se tornando uma pessoa muito endurecida; ela usa violência sem hesitação e difama com frequência. Ellie também se sente inútil, acreditando que sua vida é um fardo e que sua morte seria benéfica para os outros. Enquanto ela mostra iniciativa, no primeiro jogo, ela não é tão adepta à sobrevivência quanto Joel, sendo um pouco impulsiva e ingênua, e incapaz de nadar. Apesar disso, ela mostra grande resiliência física, força emocional e total destemor, como demonstrado por sua capacidade de cuidar de si e de Joel quando ele está gravemente ferido. Ela persevera constantemente diante das muitas situações terríveis que suas viagens a colocam. Left Behind mostra uma cena em que Ellie beija sua amiga Riley. Druckmann afirmou em entrevistas que Ellie é uma personagem lésbica totalmente realizada.

## Aparições

Aparência de Ellie em The Last of Us (2013).

Sendo forçadamente abandonada por sua mãe logo após o seu nascimento, Ellie foi criada inicialmente por Marlene, uma amiga de sua mãe. Mais tarde, ela frequentou um internato militar na zona de quarentena de Boston, onde fez amizade com Riley Abel, uma rebelde que a protege de agressores, como retratado na série de quadrinhos The Last of Us: American Dreams. Durante os eventos de Left Behind, que ocorrem várias semanas antes do início de The Last of Us, Riley retorna após uma longa ausência e diz a ela que se juntou aos Vaga-Lumes, um grupo de milícias revolucionárias. Enquanto passa algum tempo juntas em um shopping abandonado perto da zona de quarentena, Riley revela que está prestes a ser colocada em outra cidade, e Ellie hesitantemente apóia suas decisões. Riley abandona suas chapas de identificação quando Ellie pede que ela permaneça. Em resposta, ela beija impulsivamente Riley, que responde alegremente. Atraídos pelo barulho de suas atividades, os infectados perseguem Ellie e Riley. Elas tentam escapar, mas são mordidas. A dupla considera cometer suicídio, mas escolhe passar suas últimas horas juntas. No entanto, Ellie sobrevive à infecção e procura ajuda de Marlene, a líder dos Vaga-Lumes. Ela concorda em escoltar Ellie enquanto tenta encontrar uma cura graças à sua imunidade aos infectados. Marlene é ferida mais tarde, e no começo de The Last of Us, atribui a Joel a tarefa de escoltar Ellie.
Inicialmente irritada com a insegurança de Joel, Ellie começa a sentir um forte apego a ele. No entanto, ao saber que ele pretende deixá-la com seu irmão Tommy e retornar a Boston, ela foge. Mais tarde, ela o confronta exigindo que ele não a abandone. Isso fortalece o vínculo entre eles e eles continuam sua jornada. Depois de experimentar um encontro traumatizante no inverno, onde Ellie é quase assassinada por um grupo de canibais e seu líder David, ela fica retraída e introvertida. Quando Joel finalmente a leva aos Vaga-Lumes, descobre-se que ela tem a mutação do fungo Cordyceps crescendo em seu cérebro, algo que pode ser usado para criar uma vacina; entretanto, a cirurgia para retirar o fungo muito provavelmente irá matá-la. Enquanto ela está sendo preparada para a cirurgia, Joel mata Marlene e os Vaga-Lumes, segue para a sala de operações e resgata Ellie. Como ela estava inconsciente durante o ocorrido, Ellie não sabe o que aconteceu. Quando saem do hospital, Joel mente sobre os acontecimentos, dizendo que os Vaga-Lumes haviam encontrado muitas outras pessoas imunes e haviam parado de procurar uma cura. Ellie confronta Joel sobre a história, exigindo saber a verdade, porém ele jura que tudo que contou era verdade.
Em The Last of Us Part II, Ellie retorna ao hospital e descobre a verdade. Ela está zangada com Joel, sentindo que sua vida poderia ter dito algum significado e importância se a cirurgia fosse realizada. Ellie testemunha o assassinato de Joel nas mãos de Abby, filha de um cirurgião dos Vaga-Lumes que Joel matou enquanto salvava Ellie. Ellie vai com Tommy, sua namorada Dina e seu amigo Jesse para Seattle em busca de vingança. Ao longo do caminho, Ellie revela sua imunidade a Dina, e Dina revela que está grávida de Jesse. Depois que Ellie mata vários membros do grupo de Abby, Abby os confronta, mata Jesse, atira em Tommy e domina Ellie e Dina. Ela as poupa e as avisa para deixar Seattle. Algum tempo depois, Ellie e Dina estão morando em uma fazenda com o bebê de Dina, mas Ellie sofre de estresse pós-traumático por conta da morte de Joel. Apesar dos apelos de Dina, Ellie segue Abby até Santa Barbara e a liberta de um grupo de bandidos. Quando Ellie está prestes a matar Abby, ela a deixa ir. Ellie volta para a fazenda e a encontra vazia. Alguns pertences dela permaneceram por lá, incluindo o violão de Joel. Recordando uma memória recente em que prometeu tentar perdoar Joel, Ellie deixa o violão dele na fazenda e segue para um futuro incerto.

## Recepção
A personagem Ellie recebeu uma resposta geralmente positiva. Jason Killingsworth, da Edge, elogiou a complexidade de Ellie e enalteceu a Naughty Dog por não a ter feita como "uma adolescente subordinada e precoce que Joel deve tomar conta". Ashley Reed e Andy Hartup, da GamesRadar, nomearam Ellie como uma das "personagens femininas mais inspiradoras dos jogos eletrônicos", escrevendo que ela é "uma das personagens mais modernas e realistas já projetadas". Ellie Gibson, da Eurogamer, elogiou a força e a vulnerabilidade da personagem, elogiando a subversão do clichê de donzela em apuros. A GamesRadar listou Ellie entre os melhores personagens da sétima geração de consoles, afirmando que sua coragem excede a da maioria dos personagens masculinos. Greg Miller, da IGN, comparou Ellie a Elizabeth, de BioShock Infinite (2013), e achou que a primeira era uma personagem "muito mais completa". Por outro lado, Kimberley Wallace, da Game Informer, sentiu que o jogo se concentrava demais em Joel, "dificilmente capitalizando a importância de Ellie", e Chris Suellentrop, do The New York Times, julgou que Ellie foi escalada "em um papel mais secundário e subordinado".
Os críticos elogiaram o relacionamento entre Ellie e Joel. Matt Helgeson, da Game Informer, escreveu que o relacionamento era "comovente" e "bem elaborado", Richard Mitchell, da Joystiq, considerou-o "genuíno" e "emocionante", e Colin Moriarty, da IGN, o identificou como o maior destaque do jogo. Oli Welsh, da Eurogamer, sentiu que os personagens foram desenvolvidos com "verdadeira paciência e habilidade". Philip Kollar, da Polygon, observou que o relacionamento foi demonstrado pelas conversas opcionais do jogo. Wallace, da Game Informer, nomeou Joel e Ellie como uma das "melhores duplas dos jogos eletrônicos de 2013". Kyle Hilliard, da Game Informer, comparou o relacionamento de Joel e Ellie com o de Prince e Elika em Prince of Persia (2008), escrevendo que as duas duplas se importam profundamente um com o outro e elogiando o "crescimento emocional" em The Last of Us, que ele julgou não ter sido alcançado em Prince of Persia. David Meikleham, da PlayStation Official Magazine, nomeou Joel e Ellie como os melhores personagens de um jogo para PlayStation 3.
Após o lançamento de The Last of Us: Left Behind, o relacionamento entre Ellie e Riley foi elogiado pelos revisores. Tom McShea, da GameSpot, sentiu um novo apreço por Ellie ao ver suas ações em torno de Riley. Tim Martin, da The Daily Telegraph, elogiou as interações das personagens, e Stace Harman, da Eurogamer, sentiu que Left Behind melhora a compreensão do relacionamento de Joel e Ellie. Kirk Hamilton, da Kotaku, descreveu o beijo de Ellie e Riley como o "mais recente momento de grande importância dos jogos eletrônicos", declarando-o como "uma grande coisa". Keza MacDonald, da IGN, escreveu que o beijo foi "tão bonito, natural e engraçado que me deixou estupefata". Luke Karmali, da IGN, questionou a motivação da Naughty Dog por trás do beijo, observando que eles poderiam fazer com que os jogadores se importassem primeiro com a personagem antes de revelar sua sexualidade, mas descartou tal hipótese e elogiou o tratamento da sexualidade de Ellie e a sutileza de quem a escreveu. Colin Campbell, da Polygon, nomeou Ellie e Riley como uma das melhores personagens de jogos eletrônicos da década de 2010, citando suas diferenças e eventual proximidade.
A personagem Ellie recebeu diversos prêmios de fim de ano, incluindo "Melhor Personagem Novo" da Hardcore Gamer e "Personagem Mais Valiosa" na SXSW Gaming Awards por Left Behind; ela recebeu uma indicação para "Melhor Personagem" pela Destructoid. O desempenho de Ashley Johnson também foi bastante premiado: "Melhor Performance" na British Academy Games Awards de 2014 e 2015, "Excelência em Performance de Personagem" na 17ª Edição Anual do D.I.C.E. Awards, "Melhor Performance em um Drama" na 13ª Edição Anual da National Academy of Video Game Trade Reviewers Awards, "Melhor Interpretação Feminina" na Spike VGX 2013, e "Melhor Intérprete" pela The Daily Telegraph.
A performance de Johnson em The Last of Us Part II recebeu aclamação da crítica. Chris Carter, da Destructoid, elogiou sua capacidade de interpretar novamente a personagem depois de muitos anos. Oli Welsh, da Eurogamer, considerou a atuação de Johnson como um "destaque" devido à sua representação de "crueza, vulnerabilidade e ódio". Alex Avard, da GamesRadar+, considerou o retrato de sofrimento de Johnson "digno de prêmios". Jonathon Dornbush, da IGN, escreveu que Johnson acrescentou nuances a todos os elementos de Ellie. Em relação a personagem, Maddy Myers, da Polygon, e Julie Muncy, da Wired, criticaram o desenvolvimento e a incapacidade de Ellie de aprender com seus erros.